# 澳門巴士50B路線
澳門巴士50B路線是由澳巴經營，往返城市日前地和駕考中心的巴士路線。

## 簡介及歷史

### 50X路線
- 2011年12月27日，本線開設，由維澳蓮運經營。[1]

- 2012年6月1日，新增停靠「機場圓形地／偉龍」站。[2]

- 2012年11月4日，新增停靠「霍英東博士大馬路／機場大馬路」站。[3]

- 2014年7月1日，本線改由新時代營運。

- 2015年8月29日，調整尖峰時段班距12-18分鐘，離峰時段班距20分鐘。[4]

- 2016年9月24日：[5][6]
  - 「孫逸仙馬路／三家村」站與「泉亮花園」站合併，命名為「泉亮花園」及「泉裕豪庭」，改停靠「泉裕豪庭」站。
  - 「亞利雅架前地」站與「寶龍花園」站合併，命名為「百利寶花園」。
  - 取消停靠「機場圓形地／偉龍」站，改停靠「機場貨運站」站。

- 2017年5月20日，調整本線例假日班距為20分鐘。[7]

### 50B路線
- 2018年4月21日起，為配合實施巴士新收費，本線編號改為50B。

- 2018年8月1日起，本線改由澳巴經營。

- 2019年3月9日起，為明確巴士站位置，「亞利雅架前地／泉悅」站改名為「信虹花園」。

- 2019年7月27日起，“機場貨運站”站改名為“科大／機場貨運站”。

- 2020年3月12日起，本線改以循環線營運，以「城市日前地」作為上客站，以「城市日大馬路／波爾圖街」為落客站。[8]

- 2022年7月11日至17日，因實施「全澳相對靜止管理」措施，本線暫停營運。[9]

- 2022年7月18日至22日，因宣佈延長「相對靜止管理」措施，本線維持上述措施。[10][11]

- 2022年7月23日起，因“相對靜止管理”結束，本線恢復營運。[12]

- 2022年12月3日起，新增停靠“機場大馬路／輕軌車廠”、“機場大馬路／航空圓形地”、“機場大馬路／永利皇宮”站。[13][14][15]

- 2024年4月30日起，以試行形式新增停靠「射擊路／上葡京」、「機場大馬路／上葡京」站，取消停靠「機場大馬路／航空圓形地」站。[16]

## 使用車輛

### 維澳蓮運時期
- 宇通ZK6770HG

### 新時代時期
2014年3月17日前：
- 宇通ZK6770HG

2014年3月17日起：
- 宇通ZK6902HG

### 澳巴時期
2022年3月10日前：
- 宇通ZK6902HG
- 五洲龍FDG6951G

2022年3月10日起：
- 宇通ZK6902HG
- 五洲龍FDG6951G
- 中通LCK6980SHEVG

2022年4月1日起：
- 宇通ZK6902HG
- 中通LCK6980SHEVG

2022年4月22日起：
- 中通LCK6980SHEVG

## 電牌
| 往氹仔方向      | 往氹仔方向                        | 往氹仔方向 |
| 日期            | 頭牌                              | 圖例       |
| --------------- | --------------------------------- | ---------- |
| 2015年3月28日前 | 駕駛學習暨考試中心                |            |
| 2015年3月28日起 | 駕考中心                          |            |
| 2023年6月10日起 | 經上葡京、永利皇宮 （轉頁顯示）   |            |
| 往澳門方向      |                                   |            |
| 日期            | 頭牌                              | 圖例       |
| 2020年3月12日前 | 亞馬喇前地                        |            |
| 2020年3月12日起 | 城市日前地                        |            |
| 2023年6月10日起 | 經葡京、永利、美高梅 （轉頁顯示） |            |

## 路線資料

### 收費
| 收費類別     | 收費類別                      | 收費類別             | 費用 |
| ------------ | ----------------------------- | -------------------- | ---- |
| 現金         | 現金                          | 現金                 | $6.0 |
| 境外支付工具 | 支付寶（內地及香港）          | 支付寶（內地及香港） | $6.0 |
| 境外支付工具 | 雲閃付 非綁定澳門銀聯卡       |                      | $6.0 |
| 境外支付工具 | 微信支付（內地及香港）        |                      | $6.0 |
| 境外支付工具 | 交通聯合 非澳門發行的全國通卡 |                      | $6.0 |
| 境內支付工具 | 澳門通                        | 全民卡               | $3.0 |
| 境內支付工具 | 澳門通                        | 學生卡               | $1.5 |
| 境內支付工具 | 澳門通                        | 長者卡               | 免費 |
| 境內支付工具 | 澳門通                        | 殘疾卡               | 免費 |
| 境內支付工具 | 聚易用＋                      | 聚易用＋             | $3.0 |

### 服務時間及班距
| 服務時間                      | 服務時間   | 星期一至五  | 例假日 （含公眾假期） |
| ----------------------------- | ---------- | ----------- | --------------------- |
| 城市日前地                    | 城市日前地 | 06:30-20:30 | 06:30-20:30           |
| 班距                          | 尖峰       | 12-18分鐘   | 15-18分鐘             |
| 班距                          | 離峰       | 15-18分鐘   | 15-18分鐘             |
| 懸掛8號風球後30分鐘開出尾班車 |            |             |                       |

### 路線停站
| 50B  | 城市日前地 ↺ 駕考中心 | 城市日前地 ↺ 駕考中心  | 城市日前地 ↺ 駕考中心 |
| 序號 | 循環線                | 循環線                 | 循環線                |
| 序號 | 站號                  | 站名                   | 輕軌站                |
| 1    | M268                  | 城市日前地             |                       |
| 2    | M172/10               | 亞馬喇前地             |                       |
| 3    | T403                  | 史伯泰／麗景灣         |                       |
| 4    | T304                  | 氹仔大中華廣場         |                       |
| 5    | T310/2                | 泉裕豪庭               |                       |
| 6    | T313                  | 氹仔茵景園             |                       |
| 7    | T315                  | 氹仔CEM貨倉            |                       |
| 8    | T374                  | 澳門土木工程實驗室     |                       |
| 9    | T417                  | 科大／機場貨運站       | 科大站                |
| 10   | T404                  | 駕駛學習暨考試中心     |                       |
| 11   | T418                  | 機場大馬路／輕軌車廠   |                       |
| 12   | T433                  | 射擊路／上葡京         |                       |
| 13   | T434                  | 機場大馬路／上葡京     |                       |
| 14   | T419                  | 機場大馬路／永利皇宮   |                       |
| 15   | T407                  | 霍英東馬路／永利皇宮   | 路氹東站              |
| 16   | T392                  | 霍英東馬路／新濠天地   |                       |
| 17   | T306/1                | 氹仔嘉樂庇馬路         |                       |
| 18   | T314/2                | 信虹花園               |                       |
| 19   | T311/1                | 百利寶花園             |                       |
| 20   | T308/1                | 氹仔電訊               |                       |
| 21   | T300                  | 史伯泰／盧廉若         |                       |
| 22   | T330/1                | 蘇利安圓形地           |                       |
| 23   | M172/16               | 亞馬喇前地             |                       |
| 24   | M262                  | 城市日大馬路／波爾圖街 |                       |

## 圖片集

### 維澳蓮運50X路線時期

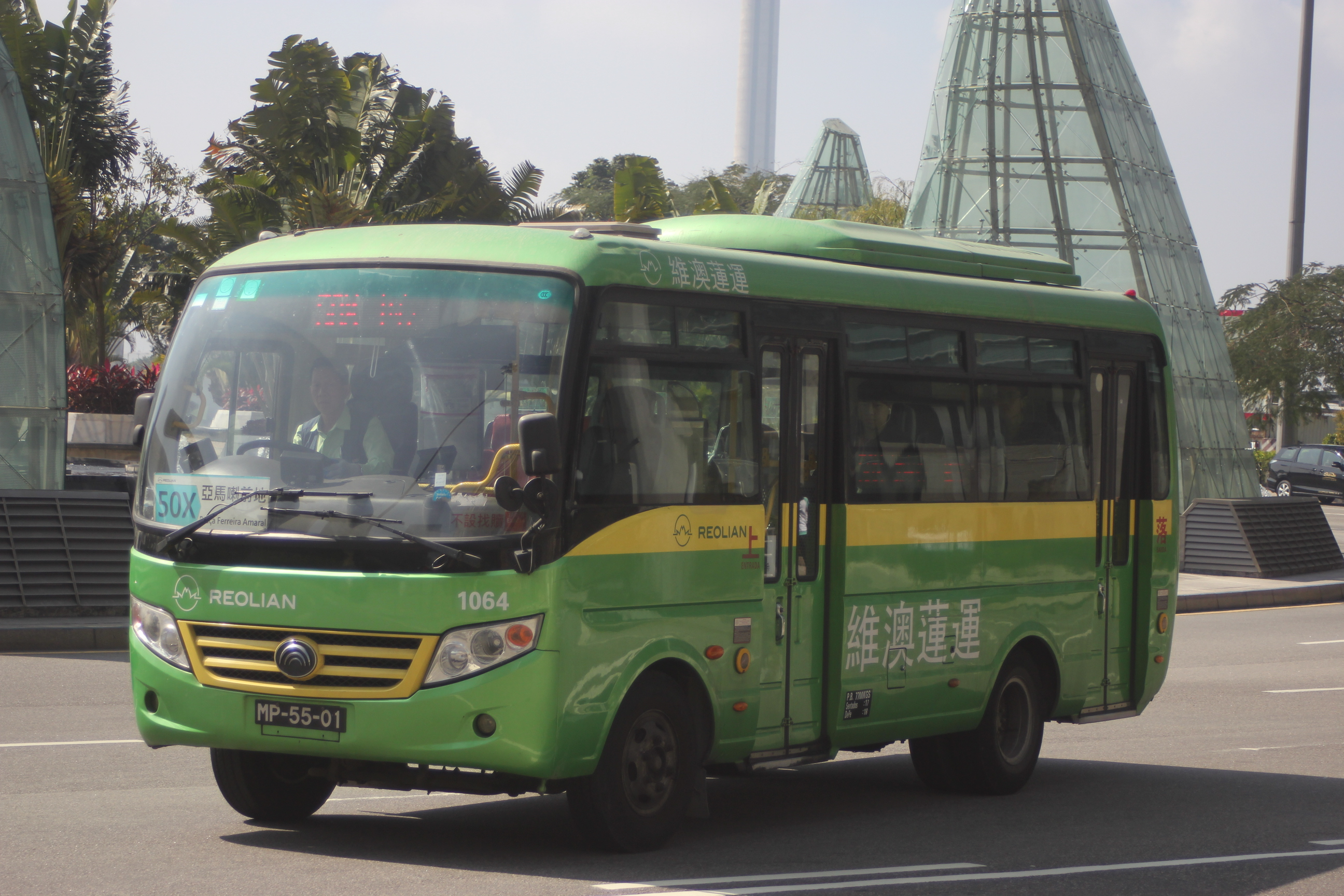
宇通ZK6770HG

### 新時代50X路線時期

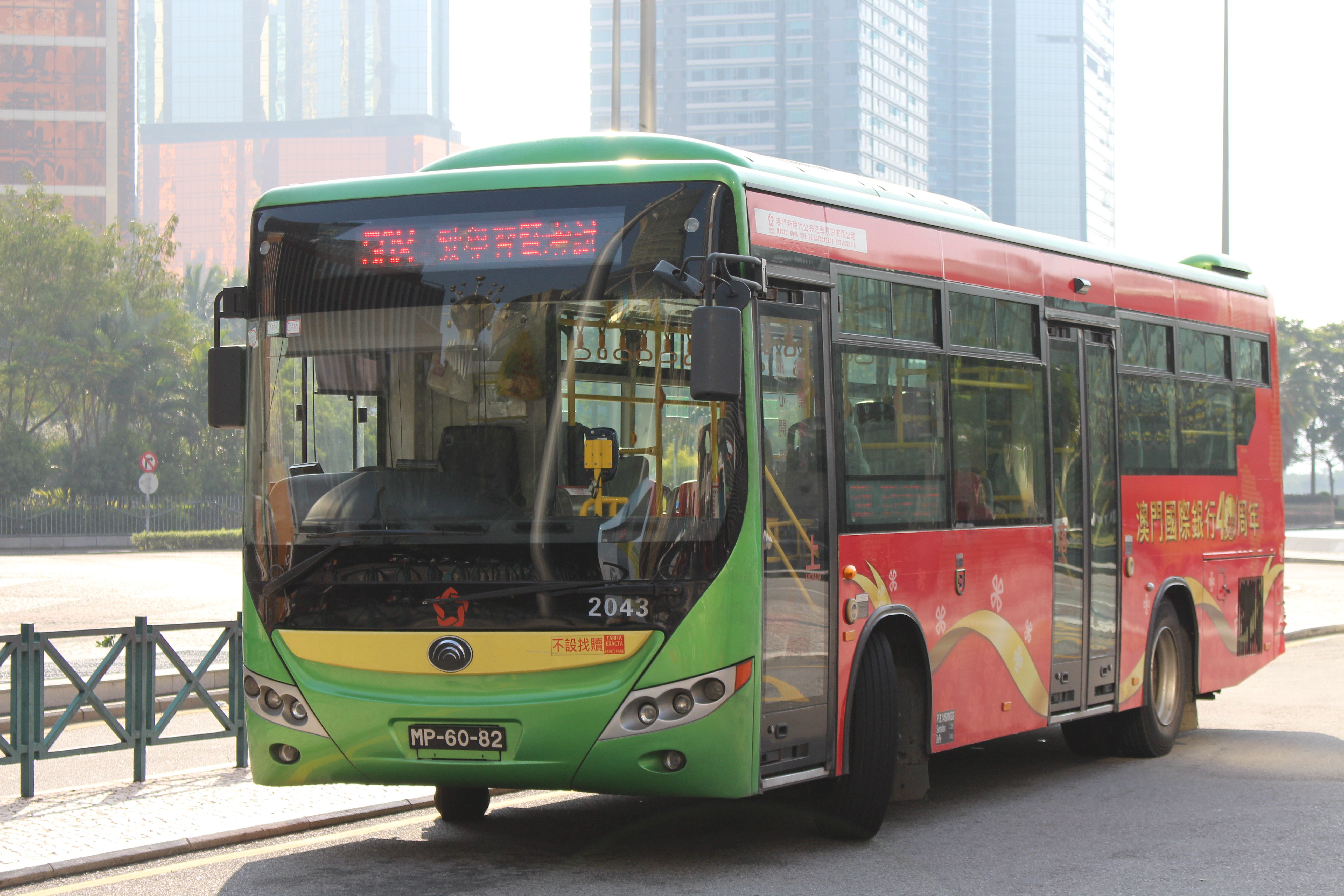
宇通ZK6902HG
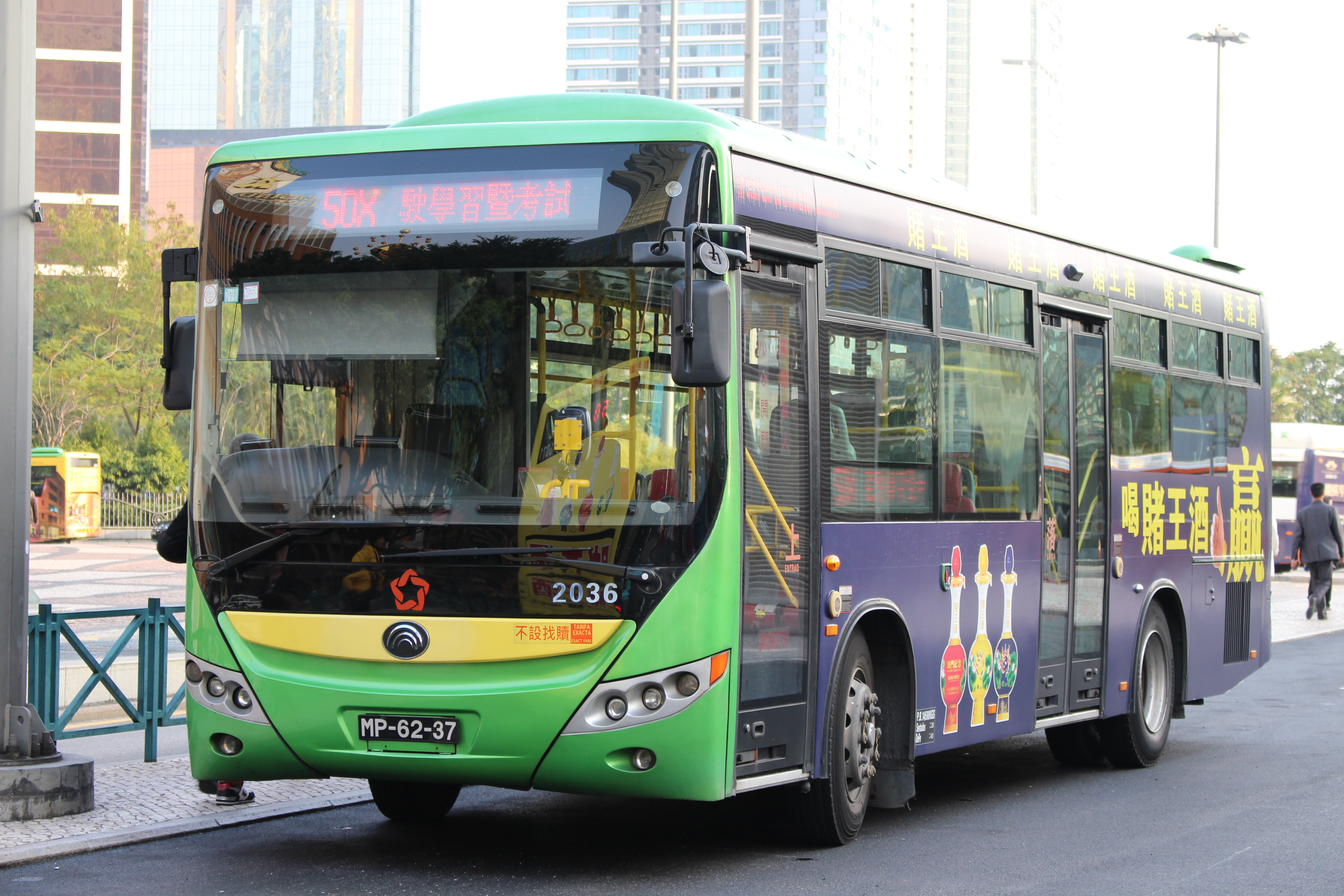
宇通ZK6902HG
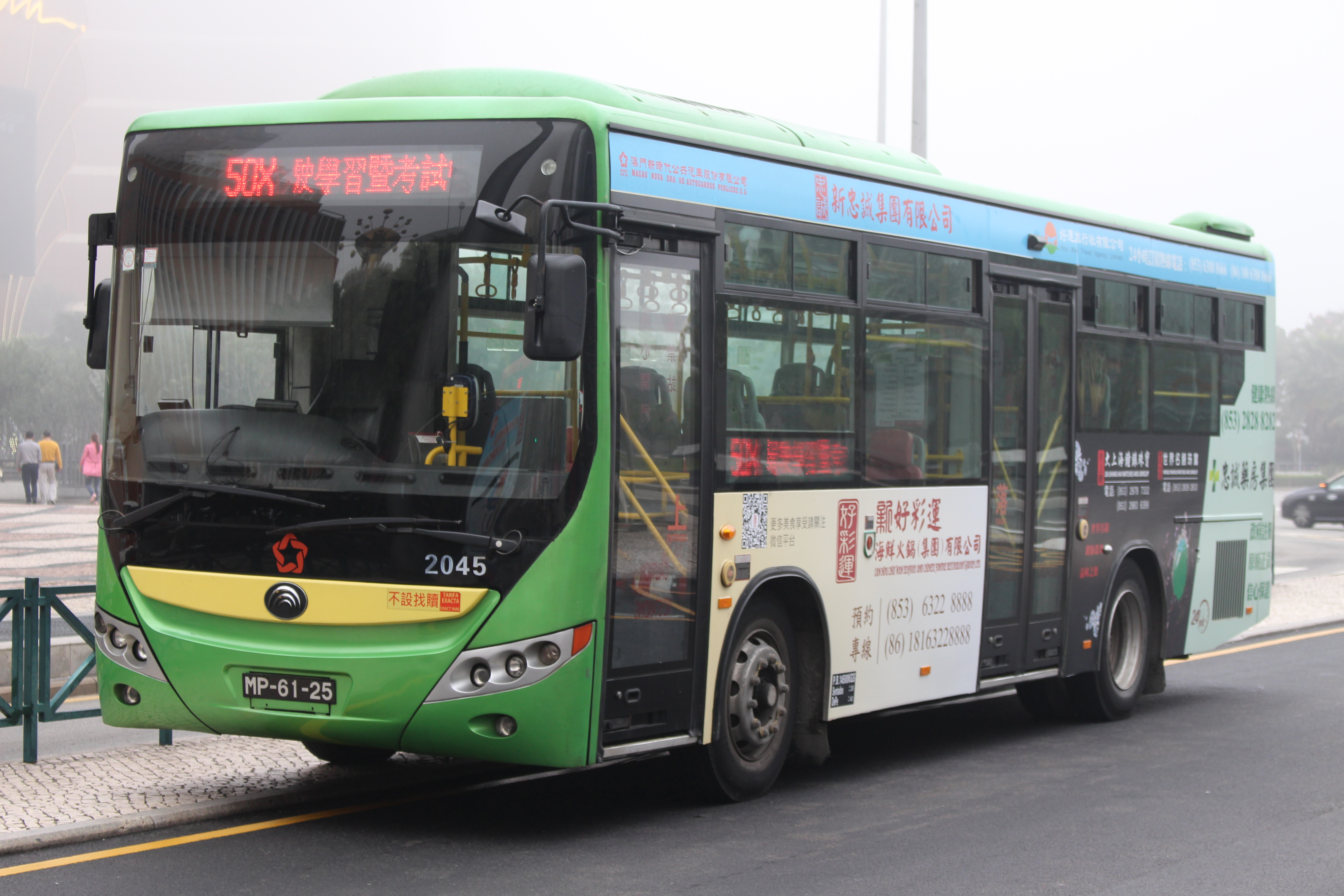
宇通ZK6902HG

### 澳巴50B路線時期

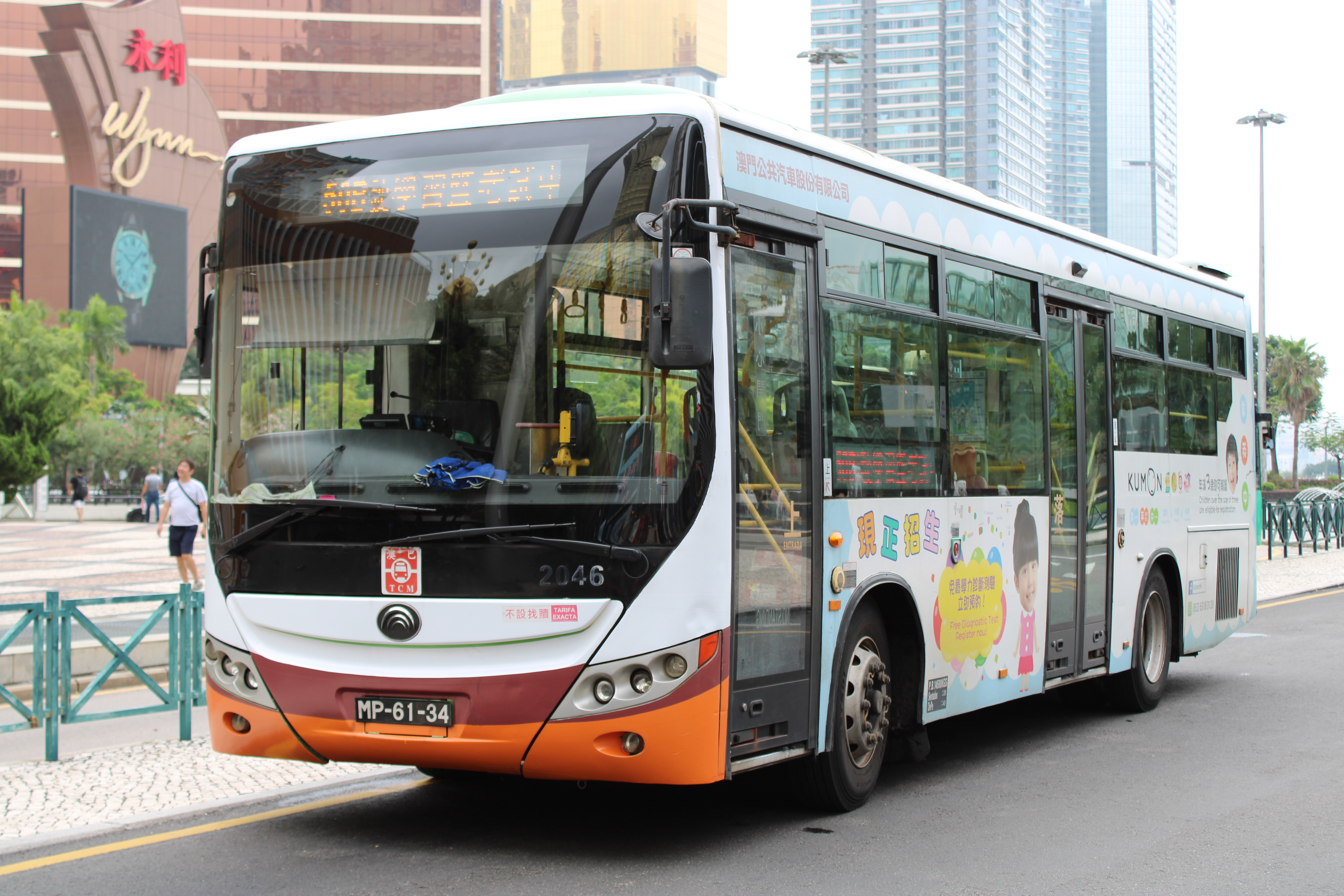
宇通ZK6902HG
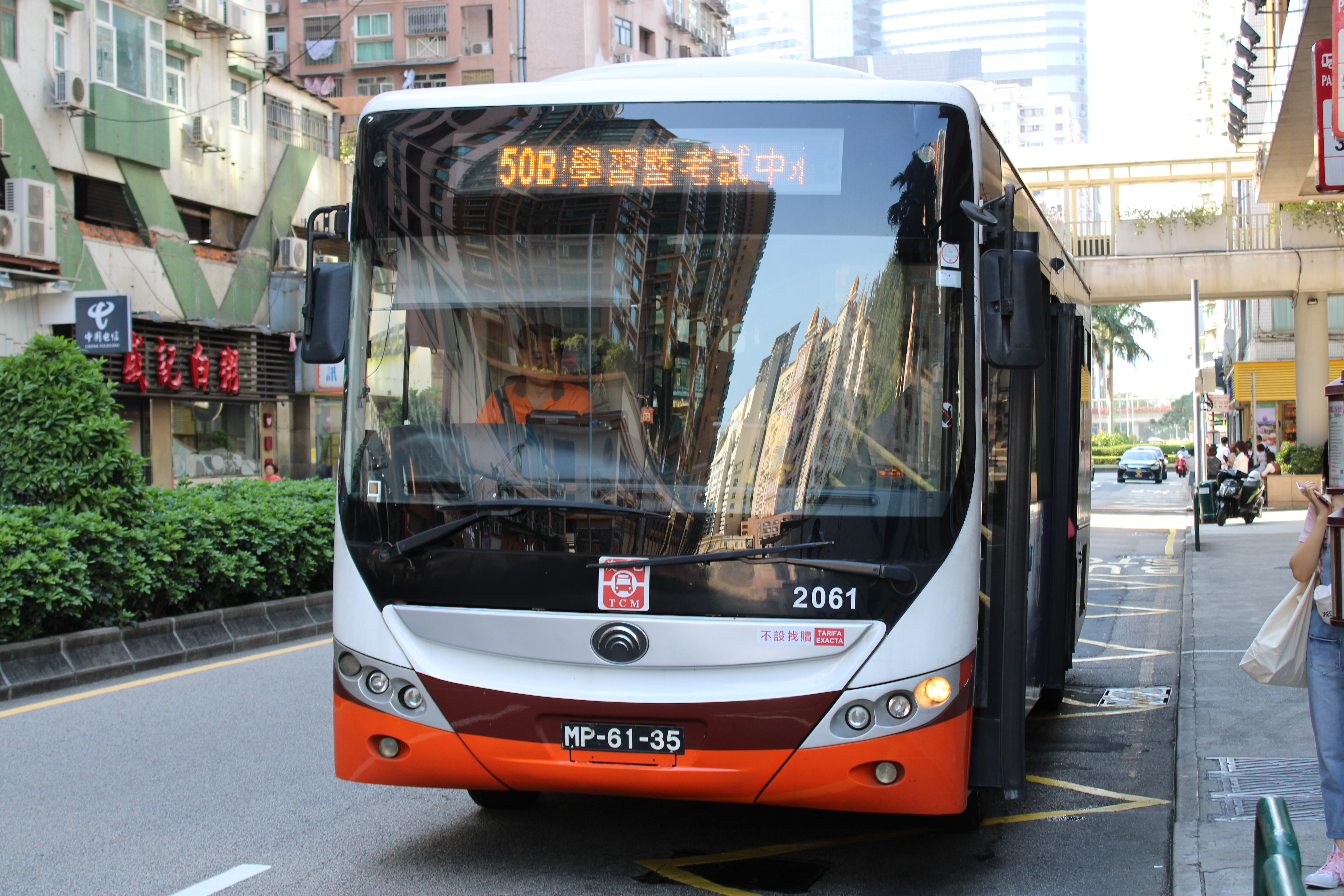
宇通ZK6902HG
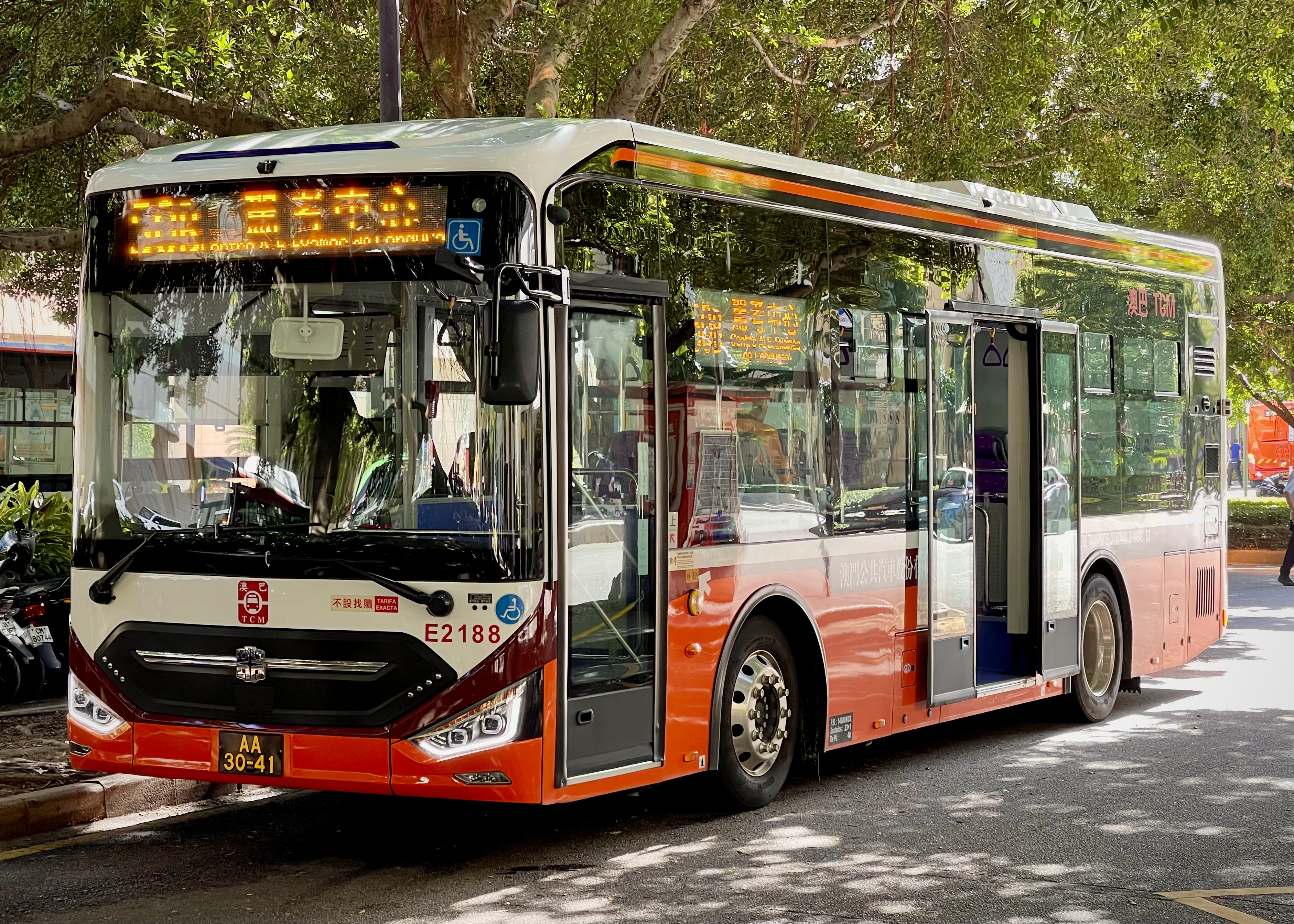
中通LCK6980SHEVG
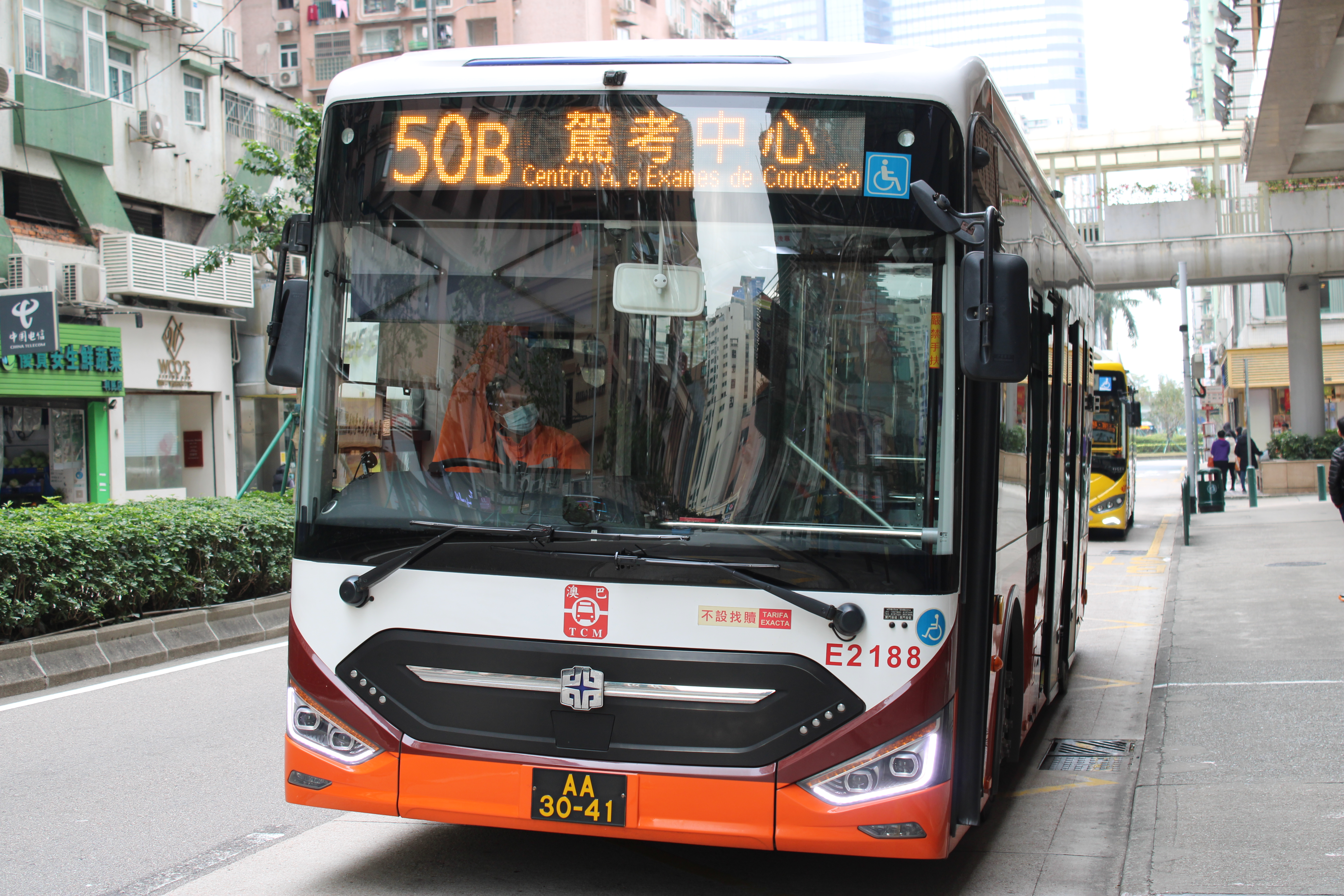
中通LCK6980SHEVG
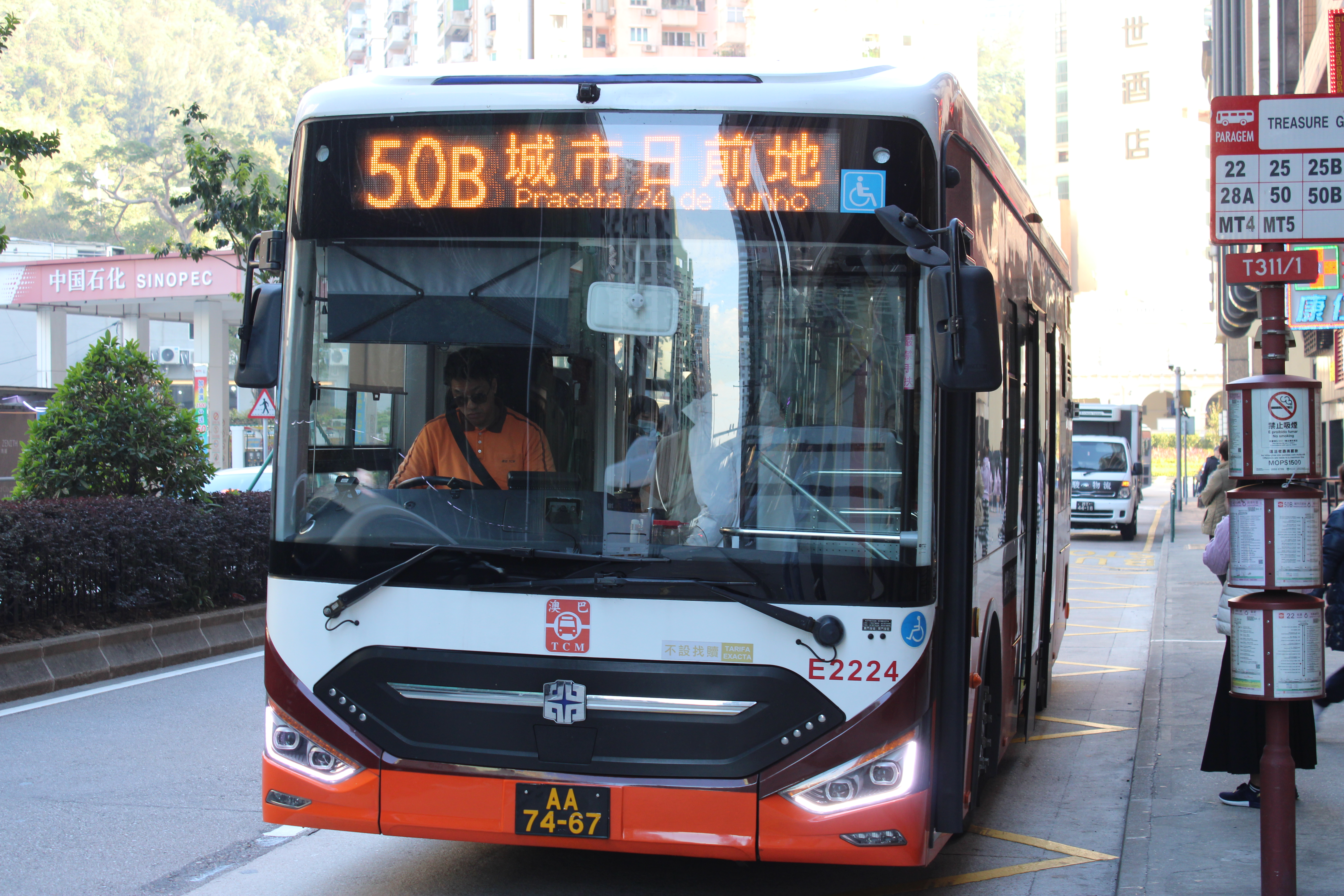
中通LCK6980SHEVG
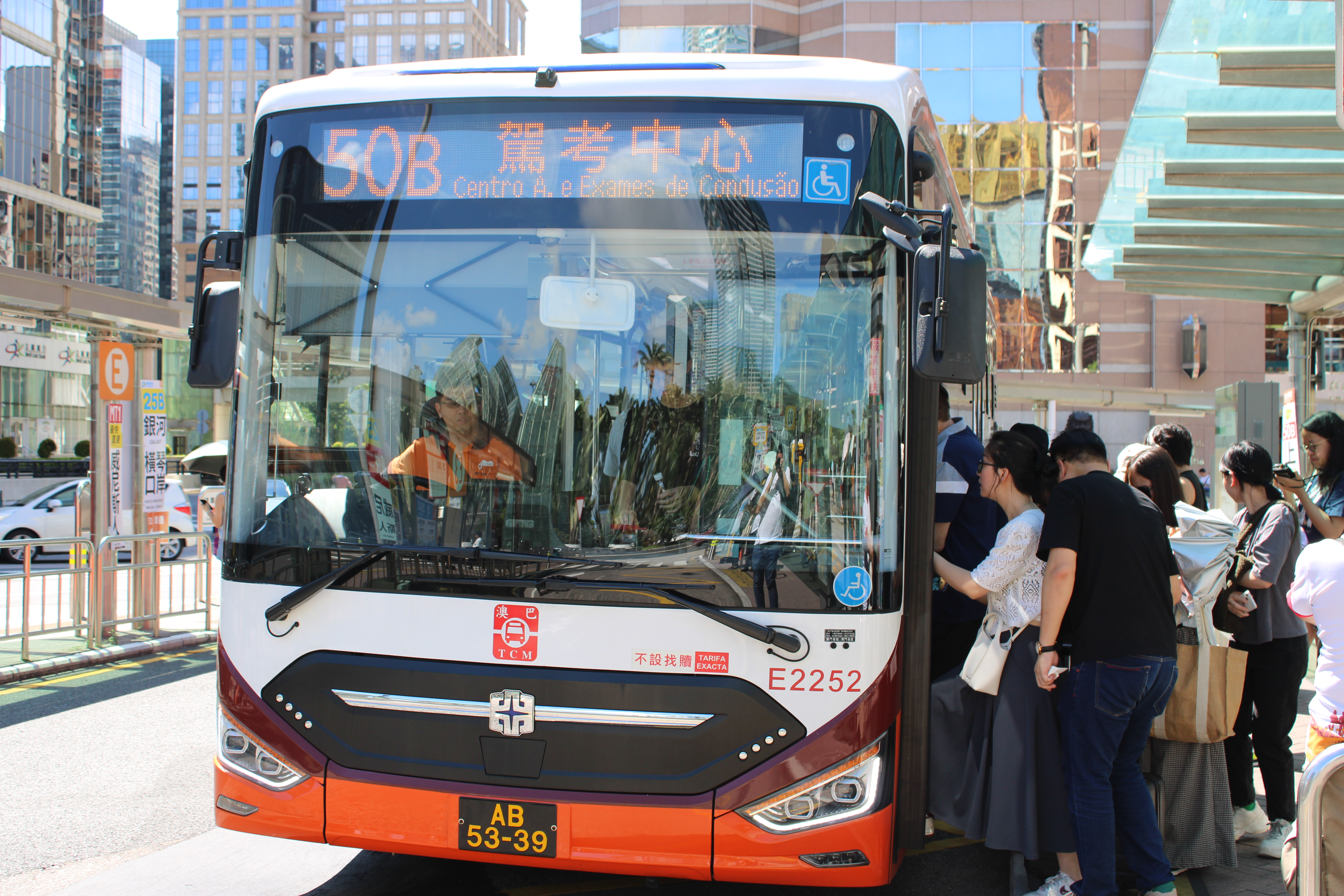
中通LCK6980SHEVG

## 外部連結
- 澳門公共汽車股份有限公司（官方網站） （页面存档备份，存于）